# Voyager 1

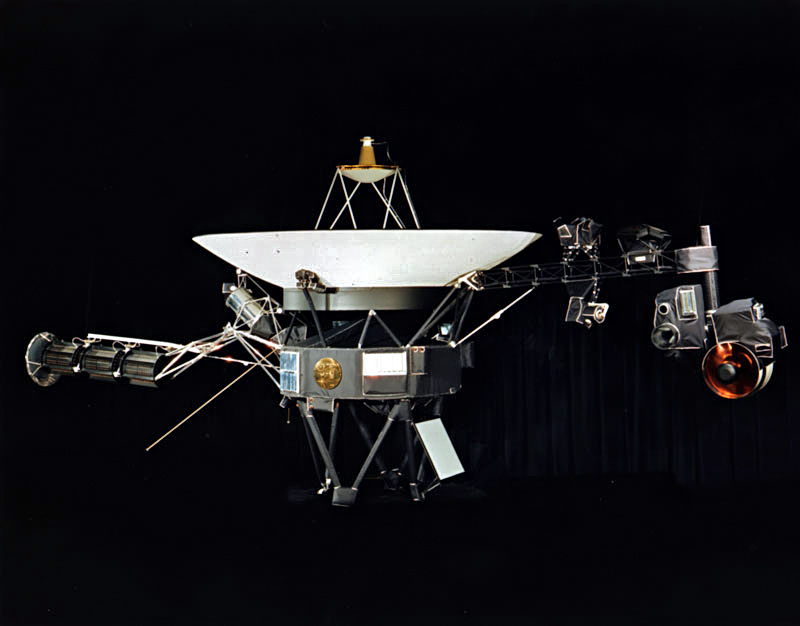
Foto einer der Voyager-Raumsonden

Voyager 1 (englisch voyager ‚Reisender‘) ist eine Raumsonde der US-amerikanischen Raumfahrtbehörde NASA zur Erforschung des äußeren Planetensystems und des interstellaren Raums im Rahmen des Voyager-Programms. Sie ist das am weitesten von der Erde entfernte von Menschen gebaute Objekt und wird diesen Status auf absehbare Zeit auch behalten. Die Mission der Voyager 1 gilt, wie auch die der identisch aufgebauten Schwestersonde Voyager 2, als einer der größten Erfolge der NASA und der Raumfahrt allgemein. Die Sonde sendet noch heute regelmäßig Daten zur Erde.
Sie wurde am 5. September 1977 vom Space Launch Complex 41 auf Cape Canaveral mit einer Titan-IIIE-Centaur-Rakete gestartet.
Voyager 2 war bereits 16 Tage früher auf einer anderen Flugbahn gestartet. Voyager 1 flog zunächst die Planeten Jupiter und Saturn an und trat am 25. August 2012 als erstes von Menschen geschaffenes Objekt in den interstellaren Raum ein.
Am 5. Juli 2025 ist Voyager 1 seit 17.470 Tagen im All und ca. 167,46 Astronomische Einheiten (AE) von der Sonne entfernt, das sind etwa 25,05 Milliarden Kilometer. Jährlich nimmt die Entfernung um rund 3,6 AE (ca. 540 Mio. km) zu. Dies entspricht einer (Radial-)Geschwindigkeit von etwa 61.000 km/h. Von der Erde aus betrachtet befindet sich Voyager 1 im Sternbild Schlangenträger.

## Vorgeschichte
Die Wurzeln des Voyager-Programms reichen bis in die Mitte der 1960er Jahre zurück. Es gab Berechnungen von Flugbahnen für Sonden, die die günstigen Stellungen der äußeren Planeten Ende der 1970er Jahre ausnutzen sollten. Beschlossen wurde der Bau von Voyager 1 und 2 Anfang der 1970er Jahre. Da sie ursprünglich als Erweiterung der Mariner-Serie geplant waren, wurden die Sonden zunächst mit Mariner 11 und 12 bezeichnet. Diese Bezeichnung wurde später aufgrund der großen strukturellen Unterschiede der Sonden fallengelassen. Bis zum März 1975 war die Konzeptphase abgeschlossen, und der Bau der beiden Sonden begann.

## Missionsziele

### Ursprüngliche Missionsziele
Die Voyager-Sonden hatten keinen besonderen Forschungsschwerpunkt. Da es zu diesem Zeitpunkt erst wenige Erkenntnisse über die äußeren Planeten gab, sollte dieses Wissen ausgebaut werden. Daher waren die ursprünglichen Missionsziele relativ weit gefasst:
- Untersuchung der Atmosphäre von Jupiter und Saturn im Hinblick auf Zirkulation, Struktur und Zusammensetzung
- Analyse der Geomorphologie, Geologie und Zusammensetzung der Monde
- genauere Bestimmung der Masse, Größe und Form der Planeten, aller Monde und Ringe
- Untersuchung diverser Magnetfelder im Hinblick auf ihre Feldstruktur
- Analyse der Zusammensetzung und Verteilung von geladenen Teilchen und Plasma
- Schwerpunktmäßige Untersuchungen der Monde Io und Titan

Alternative Route zu Pluto
Bei Verzicht auf eine genauere Untersuchung des Titan hätte Voyager 1 auch eine Passage zum Pluto einschlagen können. Diese Idee wurde verworfen, vor allem da die Sonde ursprünglich nur auf eine Mindestfunktionsdauer von vier Jahren ausgelegt war. Außerdem erschien Titan wegen seiner dichten Atmosphäre als das interessantere Forschungsziel. Bei Pluto nahm man damals an, dass er keine Atmosphäre habe; auch seine Monde waren noch nicht entdeckt. Pluto wäre 1986 erreicht worden, da er sich zu diesem Zeitpunkt fast an seinem Perihel befand und der Erde näher als der Neptun war.

### Interstellare Mission

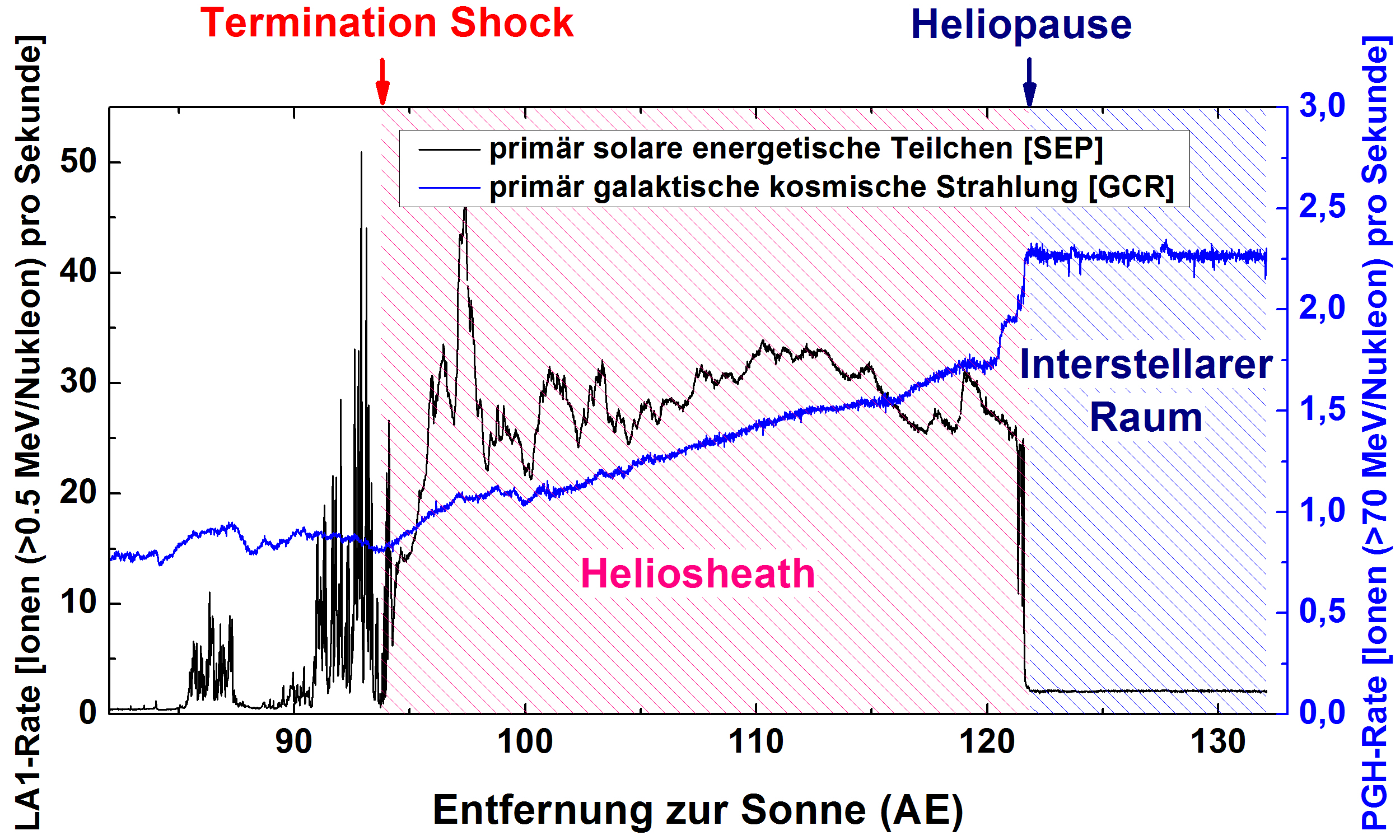
Veränderung der Teilchendichten (>0,5 MeV und >70 MeV pro Nukleon) an der Randstoßwelle (termination shock) und an der Heliopause

Auch nach dem Vorbeiflug am Saturn war Voyager 1 noch voll funktionsfähig und flog weiter durch das äußere Sonnensystem. Im Gegensatz zur Schwestersonde Voyager 2, die erfolgreich zu Uranus und Neptun gelenkt werden konnte, passierte Voyager 1 dabei keine weiteren Objekte.
Das wissenschaftliche Programm beider Sonden umfasste seitdem
- die Stärke und Ausrichtung des Magnetfeldes der Sonne
- die Zusammensetzung, die Richtung und die Energiespektren von Sonnenwind und kosmischer Strahlung
- die Stärke von Radiowellen, die vermutlich aus der Heliopause stammen
- die Verteilung von Wasserstoff im Bereich der äußeren Heliopause.

Seit dem Durchqueren der Heliopause beobachtet Voyager 1 Teilchen und Magnetfelder im interstellaren Raum.
Das Programm kam mehrmals aus Budgetgründen in Bedrängnis, da der Betrieb der Sonde pro Jahr mehrere Millionen US-Dollar kostet (Personal, DSN-Zeit usw.). Internationale Proteste und die besondere Stellung von Voyager 1 und Voyager 2 verhinderten stets die komplette Einstellung des Programms, wobei einige Budgetkürzungen hingenommen werden mussten.

## Die Sonde und ihre wissenschaftlichen Instrumente

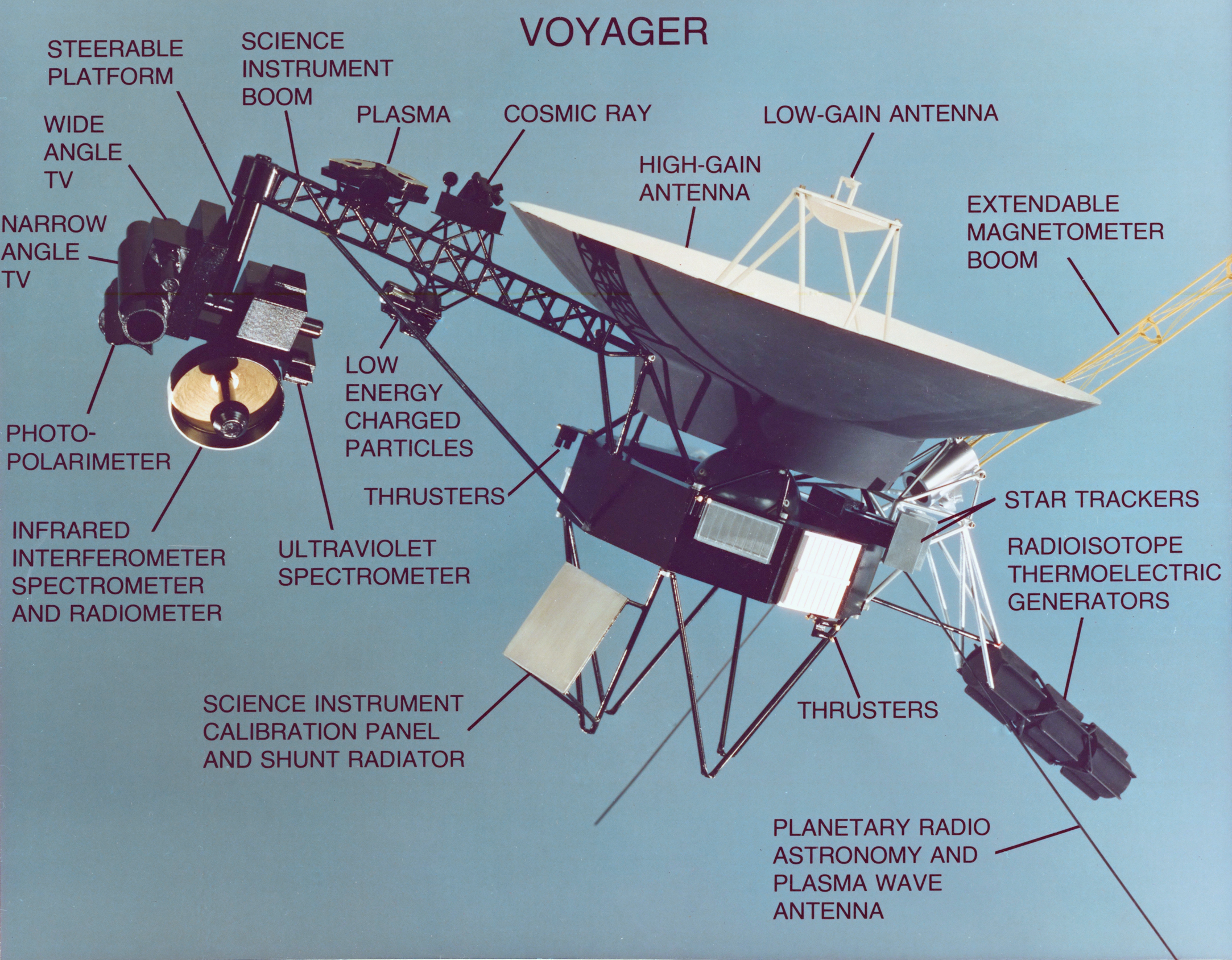
Aufbau von Voyager 1

Voyager 1 ist eine mehrere Meter große und ca. 800 kg schwere Raumsonde. Sie besteht im Wesentlichen aus einer zentralen, ringförmigen Aluminiumzelle (Durchmesser ca. 1,80 m), die im Querschnitt zehneckig ist und einen Großteil der Elektronik beherbergt, einer Parabolantenne (Durchmesser ca. 3,6 m) und einem 2,5 m langen Ausleger, der den Großteil der wissenschaftlichen Instrumente trägt. Die Energie stammt aus drei Radionuklidbatterien. Voyager 1 und Voyager 2 sind baugleich.

## Ablauf der Mission

Flugbahn

### Start

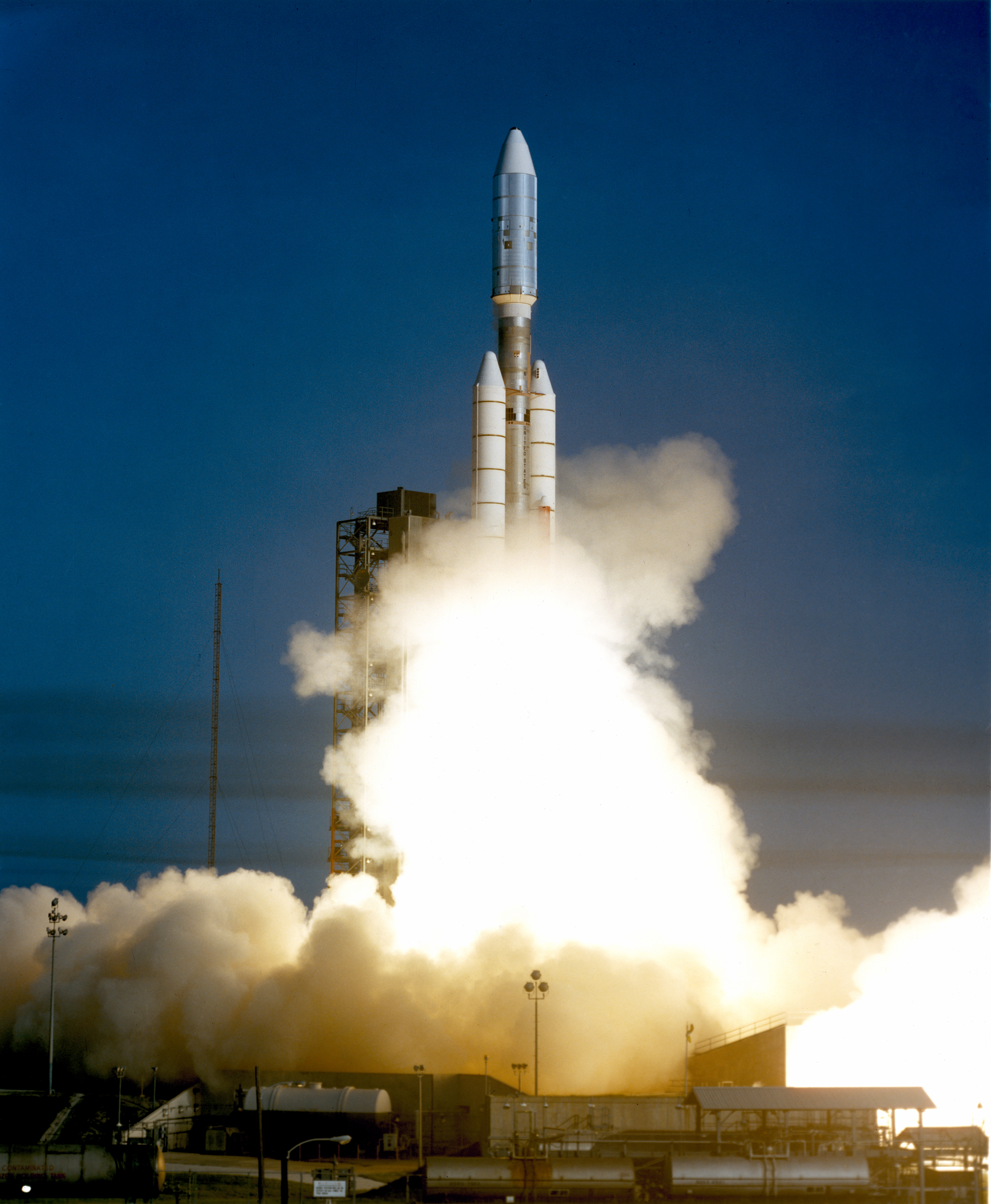
Start von Voyager 1

Voyager 1 wurde am 5. September 1977 – 16 Tage nach ihrer Schwestersonde Voyager 2 – vom Launch Complex 41 auf Cape Canaveral mit einer Titan-IIIE-Centaur-Rakete gestartet. 13 Tage nach dem Start begann eine 30-tägige Testphase für die Bordsysteme und wissenschaftlichen Instrumente, die erfolgreich verlief. Aufgrund der etwas höheren Startgeschwindigkeit (15,0 km/s gegenüber 14,5 km/s) überholte Voyager 1 ihre Schwestersonde am 15. Dezember in einer Entfernung von 1,75 AE von der Sonne. Während des Großteils des Fluges befand sich die Sonde im Standby-Modus. Nur alle zwei Monate gab es eine 20-stündige Wissenschaftsphase, in der der Sternenhimmel untersucht und die Teilchenmessgeräte eingeschaltet wurden.

### Erkundung des Jupiters
Durch ihren Geschwindigkeitsvorteil kam Voyager 1 zuerst im Jupiter-System an. Die wissenschaftlichen Beobachtungen begannen am 4. Januar 1979, 60 Tage vor dem Vorbeiflug am Planeten.
Die Hauptphase der Untersuchung begann am 4. März 1979, als die Sonde nur noch einen Tag vom Jupiter entfernt war. Neben dem Planeten selbst und seinen Ringen wurde auch der Mond Io untersucht, dem sich die Sonde am 5. März auf bis zu 18.460 km näherte. Noch am selben Tag wurden Ganymed in einer Entfernung von 112.030 km und Europa in einer Distanz von 732.270 km untersucht. Am nächsten Tag näherte sich Voyager 1 dem letzten zu untersuchenden Mond Kallisto auf bis zu 123.950 km an. Die Sonde passierte die vier großen Monde des Jupiters in nur 30 Stunden. Insgesamt wurden während der Untersuchung des Jupitersystems 17.477 Bilder mit der maximalen Datenrate von 115,2 kbit/s übertragen.
Voyager 1 wurde von Jupiter auf etwa 16 km/s beschleunigt. Dabei mussten 5 kg Hydrazin für Kurskorrekturen verwendet werden. Kurz nachdem Voyager 1 die letzten Bilder gesendet hatte, traf Voyager 2 am 25. April im System ein und setzte die Beobachtungen fort. Somit wurde Jupiter über einen Zeitraum von knapp sieben Monaten beobachtet, was zu vielen neuen wissenschaftlichen Erkenntnissen führte.
Voyager 1 entdeckte beim Durchfliegen des Systems zwei neue Monde, Metis und Thebe, sowie den schwach ausgeprägten Planetenring um Jupiter, dessen Existenz bereits nach der Pioneer-11-Mission vermutet worden war. Auf Io entdeckte Voyager 1 neun aktive Vulkane. Nach dem Vorbeiflug an Jupiter erkannte man auf dessen Nachtseite noch aus Millionen von Kilometern Entfernung Blitze, was auf äußerst heftige Gewitter innerhalb der Jupiteratmosphäre hindeutete.

Jupiterannäherung (Dauer: 25 Erdtage, 27 Mio. km Strecke)
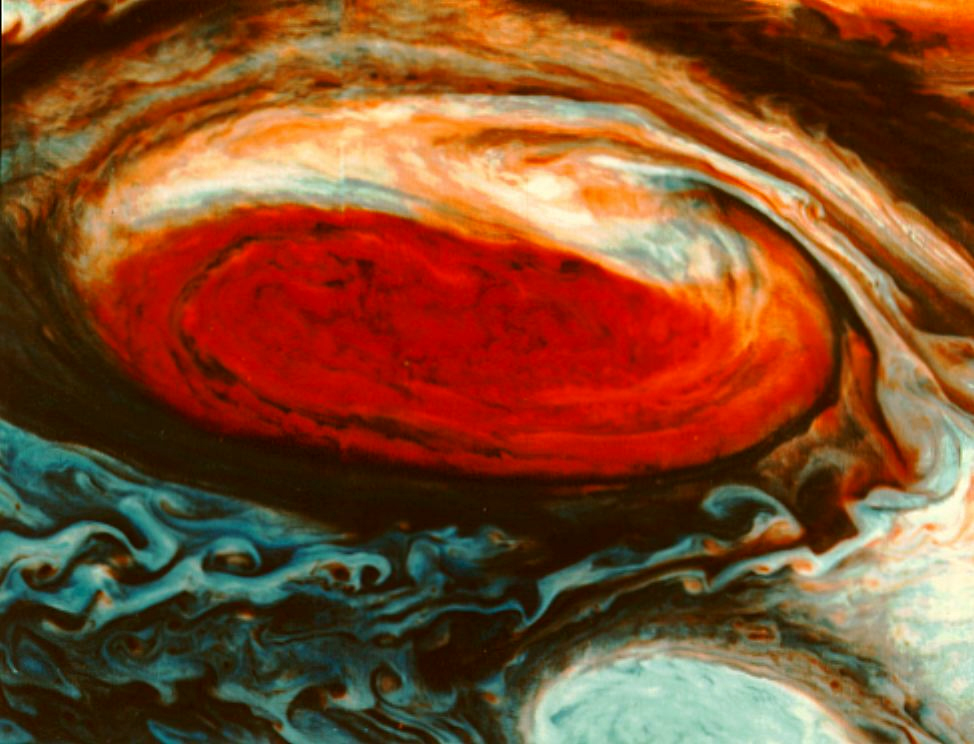
Jupiters Großer Roter Fleck in Falschfarben
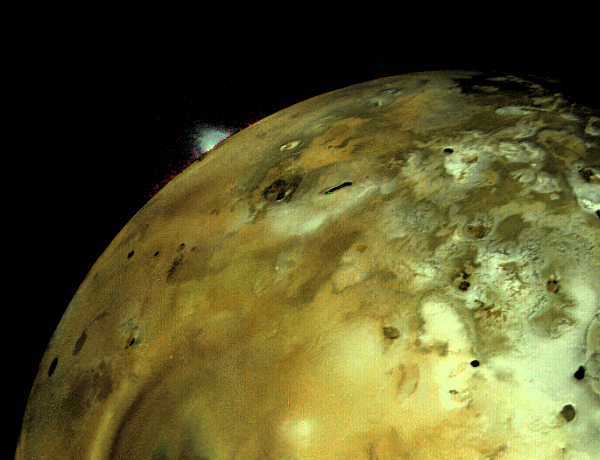
Ausbruch eines Vulkans auf Io
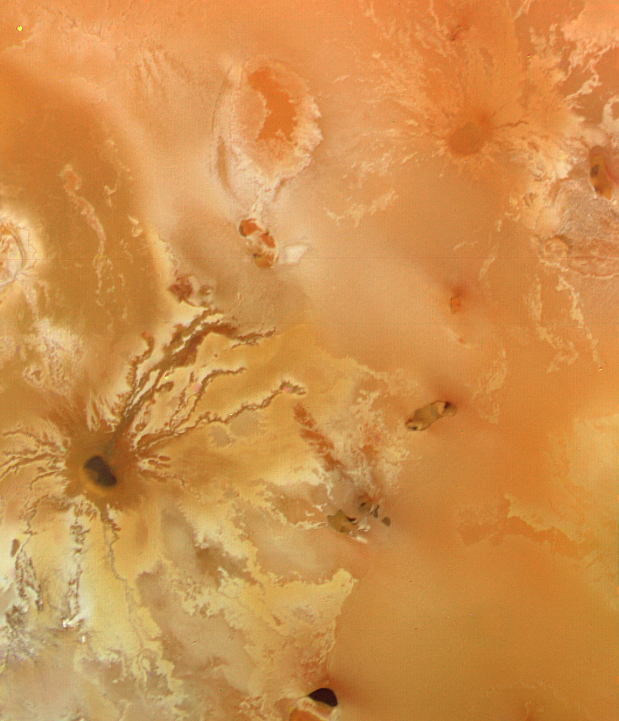
Nahaufnahme eines aktiven Vulkans auf Io (inkl. Lavaströmen)
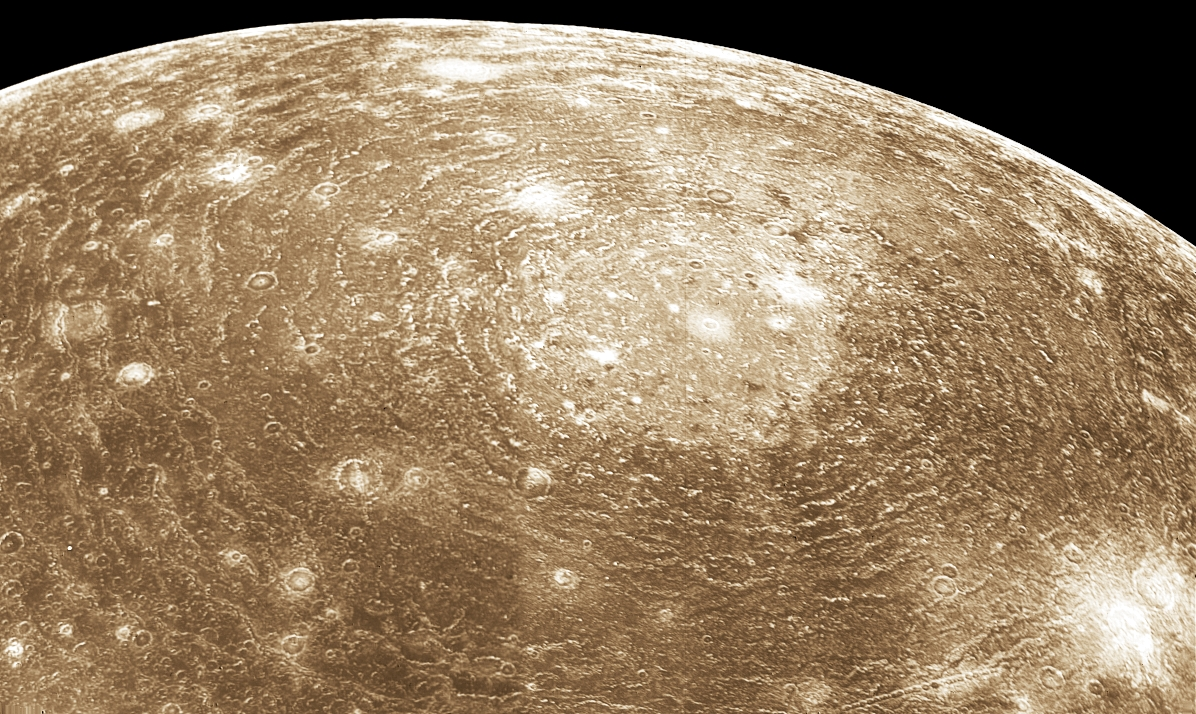
Aufnahme von Kallistos „Valhalla-Krater“
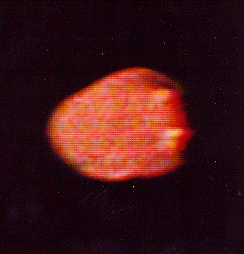
Niedrig aufgelöste Aufnahme vom Mond Amalthea
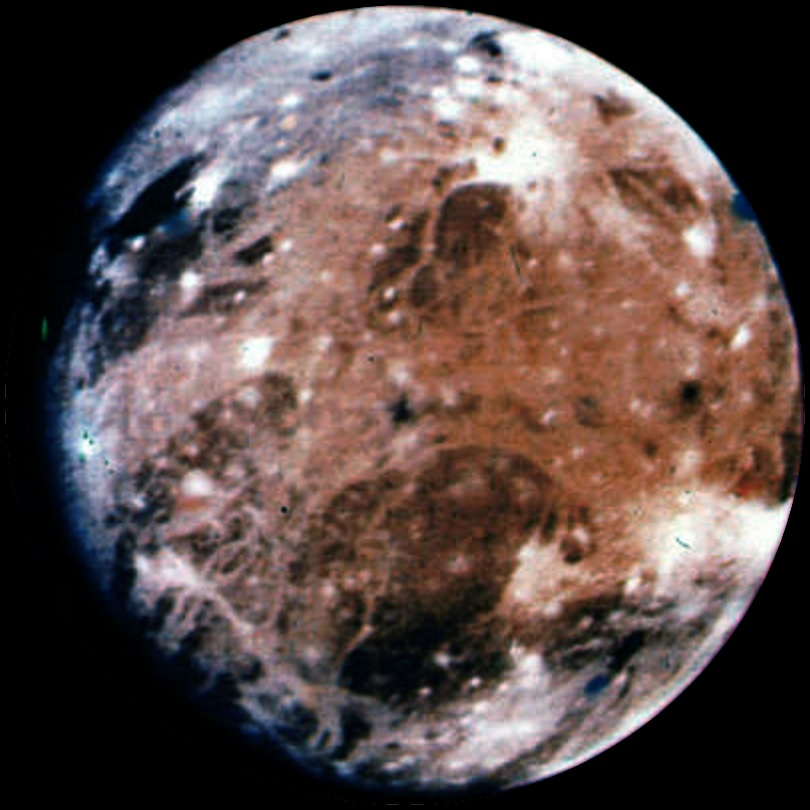
Der Mond Ganymed

### Erkundung des Saturns
Am 10. November 1980 traf Voyager 1 im Kernbereich des Saturn-Systems ein, neun Monate vor ihrer Schwestersonde. Am nächsten Tag wurde der Mond Titan untersucht. Man hatte bereits vor der Mission von der Methan-Atmosphäre gewusst, und einige Wissenschaftler hielten es für denkbar, dass der Treibhauseffekt eventuell Leben auf der Oberfläche ermöglichen konnte. Aber bereits auf größere Distanz erkannte man die homogene Smogwolke des Mondes, die eine Untersuchung der Oberfläche unmöglich machte. Daher wurden das IRIS- und das UVS-Instrument auf den Rand der Atmosphäre ausgerichtet, um wenigstens diese genau analysieren zu können. Trotz der damals nicht untersuchbaren Oberfläche von Titan konnten über seine Atmosphäre einige neue Erkenntnisse gewonnen werden. Neben dem großen Anteil von Stickstoff wurden auch Spuren von Methan, Ethen und anderen Kohlenwasserstoffen entdeckt. Die Atmosphäre selbst wurde als sehr ausgedehnt und dicht erkannt, jedoch deutlich zu kalt für Leben. Diese Erkenntnisse machten den Mond zum primären Ziel der 1997 gestarteten Sonde Cassini-Huygens.
Nach dem Passieren des Saturns am 12. November 1980 begann eine der anspruchsvollsten Phasen der Mission. Da die anderen zu untersuchenden Monde einen Orbit sehr nahe bei Saturn hatten, mussten alle drei Monde (Mimas, Dione und Rhea) sowie der ausgeprägte Planetenring innerhalb von nur zehn Stunden untersucht werden, was die Scanplattform an ihre technischen Grenzen brachte. Die Datenrate war unterdessen aufgrund der inzwischen erreichten Entfernung zur Erde auf 44,8 kbit/s gesunken, wobei schon wesentlich früher mit der Übertragung begonnen wurde als bei Jupiter, da Saturn mit Ringsystem deutlich größer ist. Im Endeffekt wurden ungefähr gleich viele Bilder gemacht wie bei Jupiter.
Es wurden zahlreiche neue Monde von geringer Größe an den Rändern der Ringe gefunden. Auch bei den Lagrange-Punkten der Monde wurden einige weitere Begleiter entdeckt. Dieses Phänomen war bei Planeten schon bekannt (auch Saturn folgen bei ±60° einige Planetoiden), war aber bei Monden eine Neuheit. Voyager 1 zeigte auch, dass der Planetenring von Saturn nicht homogen ist und aus vielen einzelnen Ringen besteht. Da Voyager 1 für eine genauere Untersuchung der Saturnringe keine günstige Flugbahn beschrieb und das PPS-Instrument ausgefallen war, wurde die Flugbahn der folgenden Voyager 2 umprogrammiert, um die Ringe aus einer besseren Bahn analysieren zu können.
Beim Vorbeiflug an Saturns Südpol schwenkte die Sonde auf ihre endgültige, in einem Winkel von 35° zur Ekliptik stehende Bahn ein.

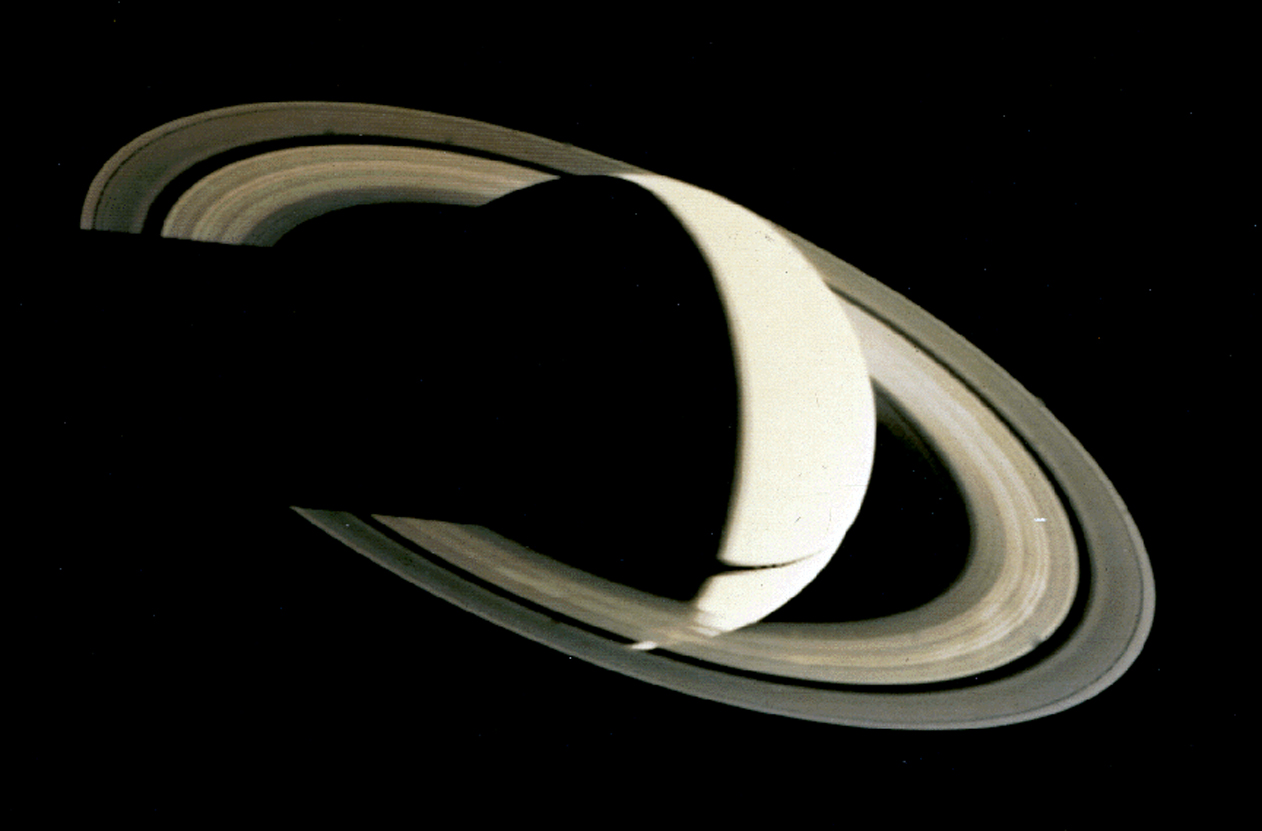
Saturn aus 5,3 Mio. km Entfernung
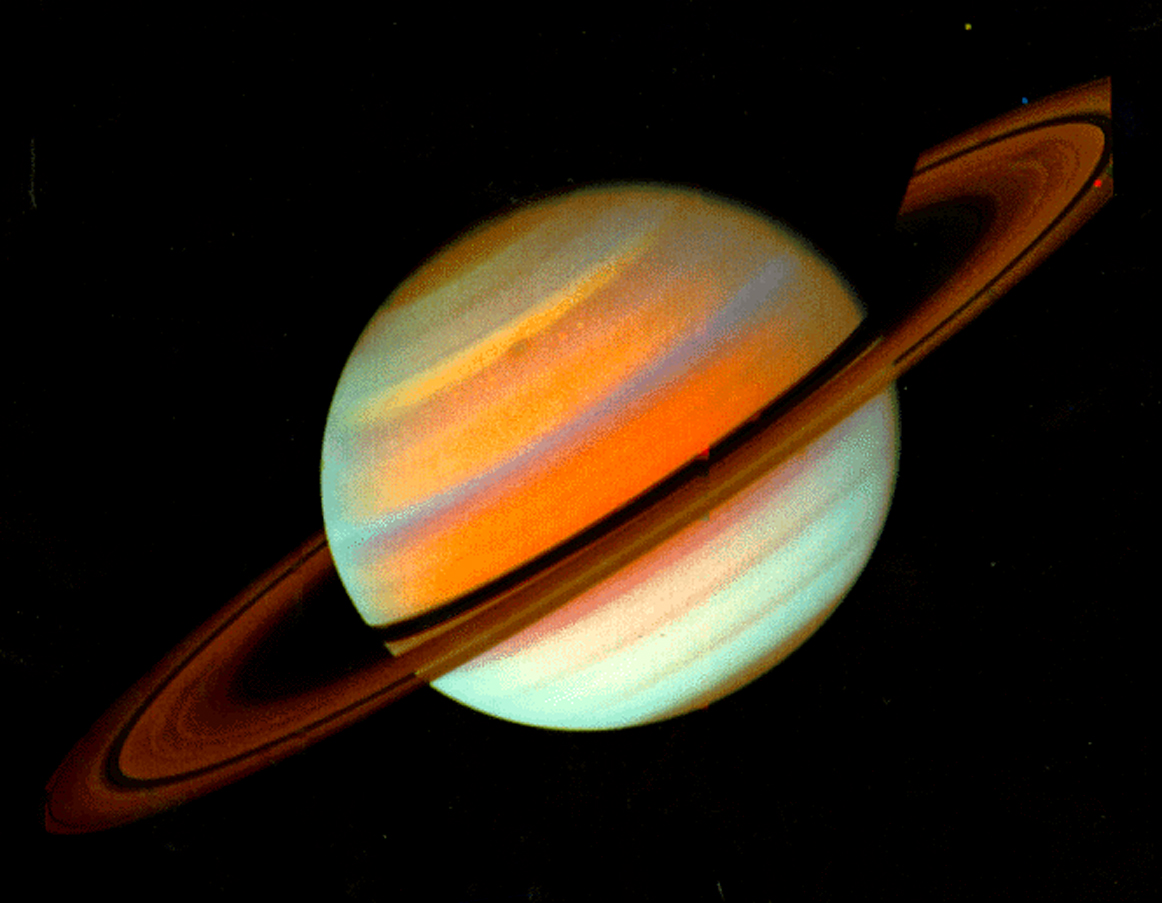
Saturn in Falschfarben
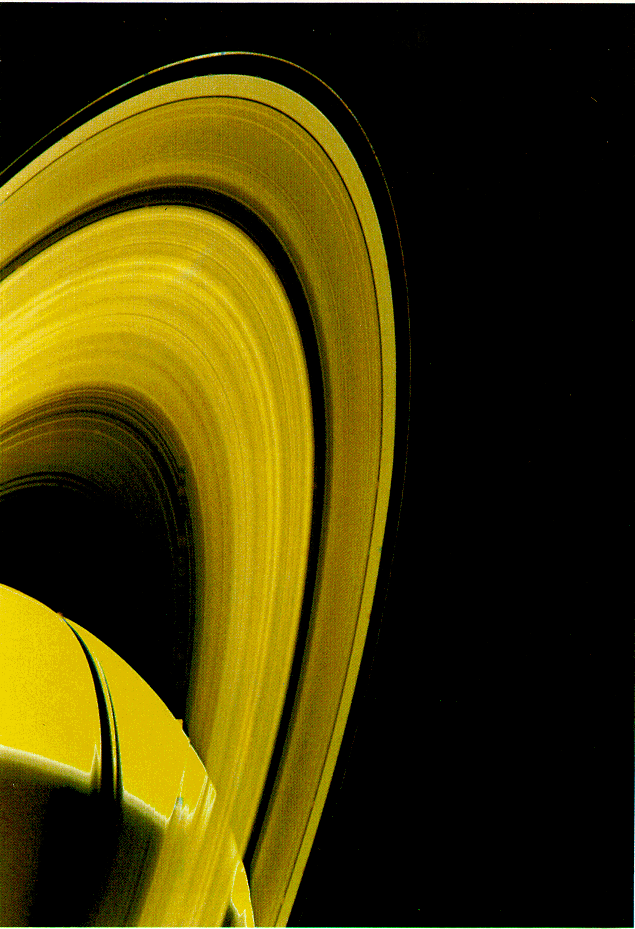
Saturns Ringe im Detail
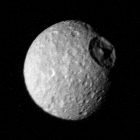
Der Mond Mimas mit seinem Herschel-Einschlagskrater
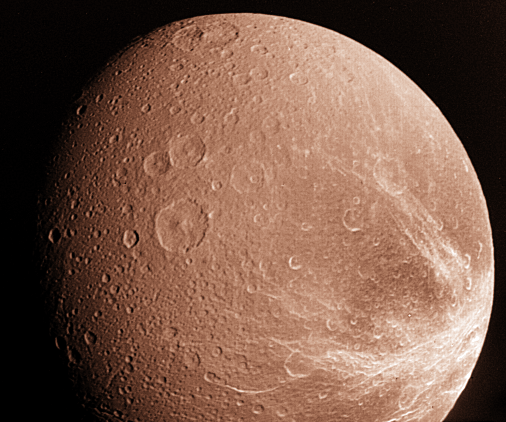
Der Mond Dione
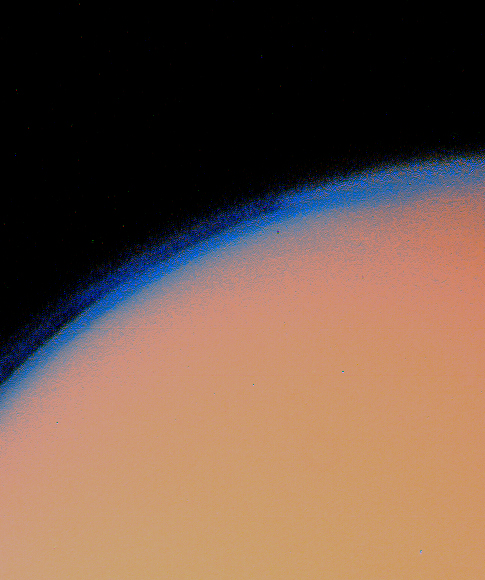
Titans Atmosphäre
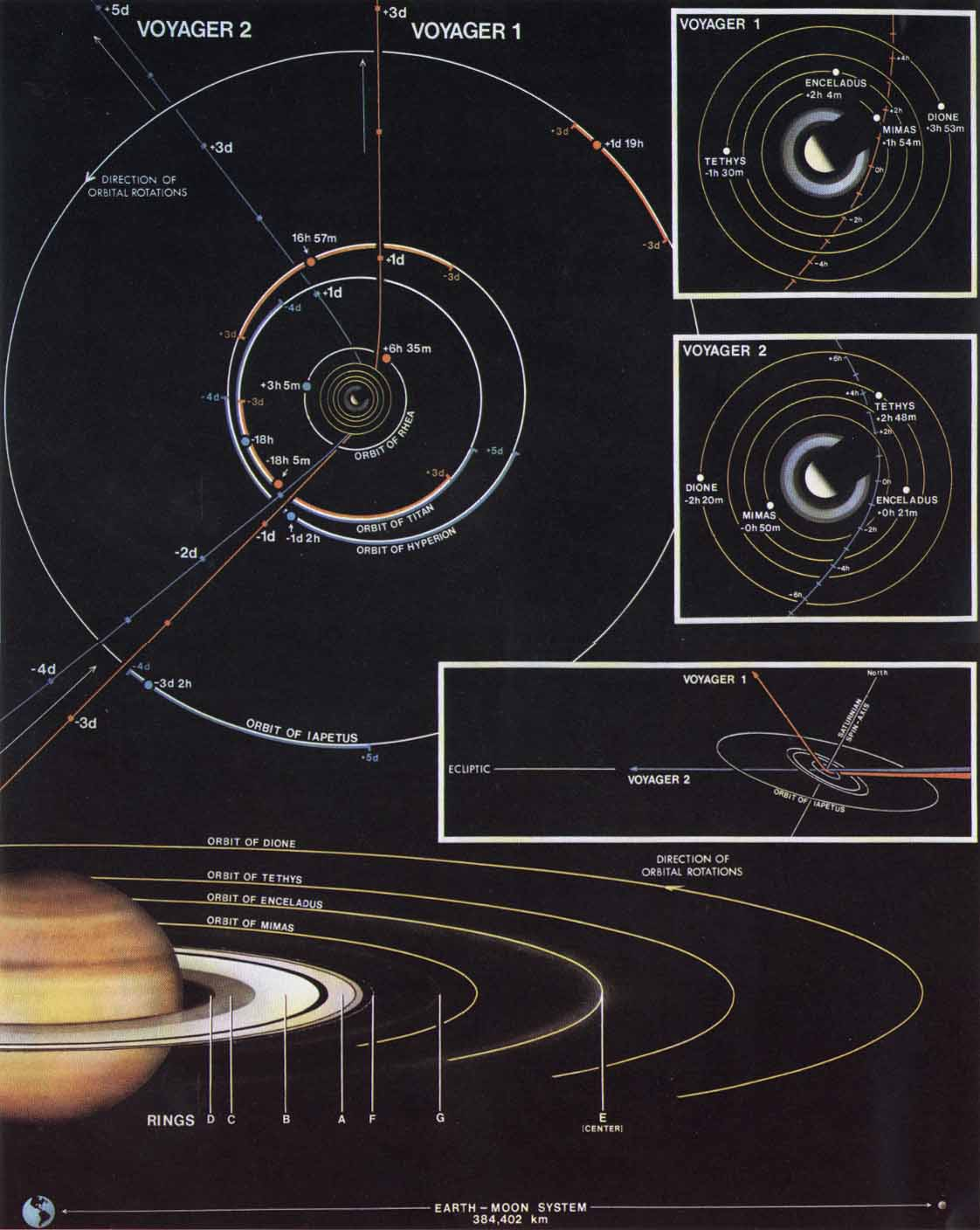
Flugbahnen von Voyager 1 und 2 im Saturn-System

### Familienporträt und Pale Blue Dot

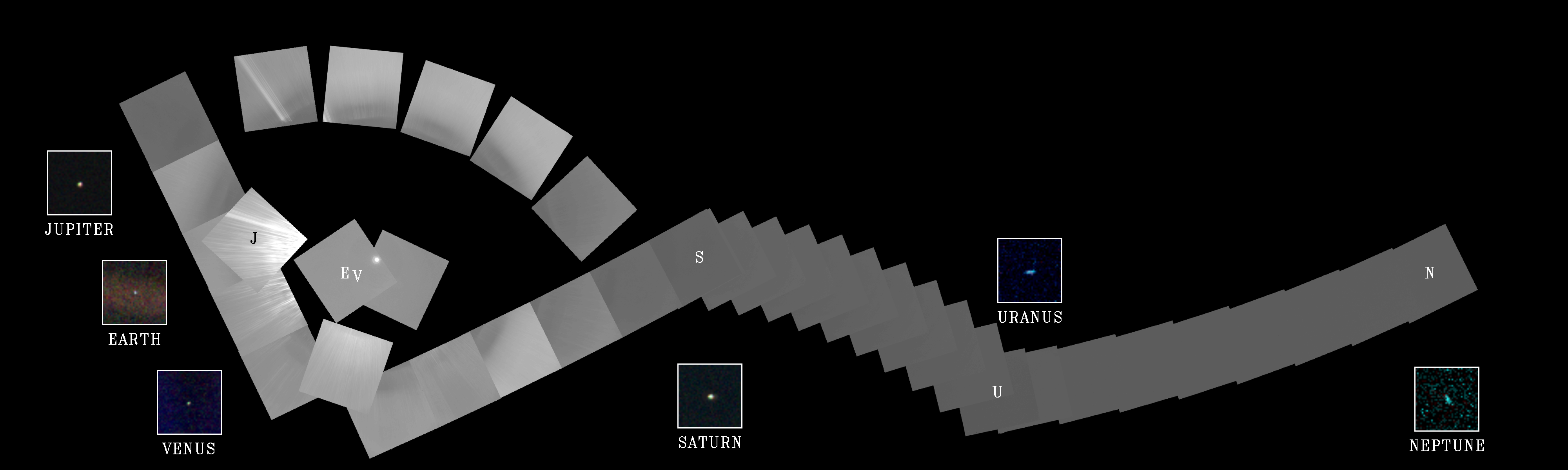
Das sogenannte Familienporträt, aufgenommen von Voyager 1 im Jahr 1990

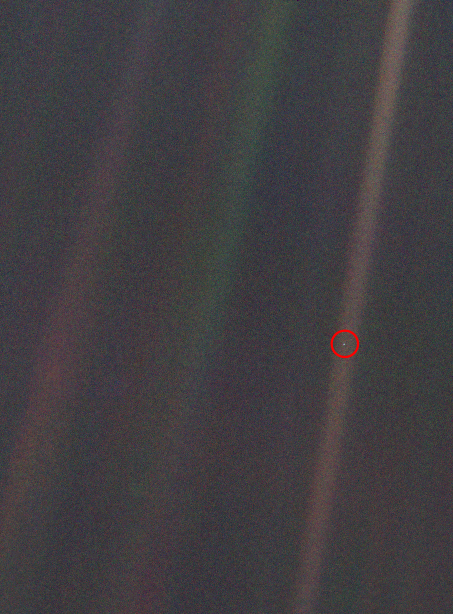
Aufnahme der Erde durch Voyager 1 aus 6,4 Mrd. Kilometern: Pale Blue Dot (erkennbar nur in vergrößerter Ansicht innerhalb der Markierung; die farbigen Streifen sind Artefakte der Kameraoptik)

Am 14. Februar 1990 wurde das ISS-Instrument ein letztes Mal für die Erstellung eines einzigartigen Fotomosaiks aktiviert, das sechs Planeten des Sonnensystems in Farbe zeigt. Wissenschaftlich hatte es keinen größeren Wert, aber es inspirierte viele Wissenschaftler und Laien: das sogenannte Familienporträt.
Besonders die Aufnahme der Erde, genannt Pale Blue Dot, erregte viel Aufmerksamkeit und wurde 2001 zu einem der zehn besten Fotos der Weltraumwissenschaften gewählt. Es ist bis heute das Foto, das die Erde aus der größten Distanz (6,4 Mrd. km) aufgenommen zeigt.

### Interstellare Mission
Während Voyager 2 von Saturn aus weiter in Richtung Uranus und Neptun flog, war Voyager 1 seit der Saturnpassage auf dem Weg zu den äußeren Bereichen des Sonnensystems und in den interstellaren Raum. Am 1. Januar 1990 begann die letzte Phase der Mission: die „Voyager Interstellar Mission“ (VIM). Im Februar 1998 „überholte“ Voyager 1 die Sonde Pioneer 10 und ist seitdem das am weitesten entfernte Objekt, das von Menschen geschaffen wurde, wie auch dasjenige mit der höchsten Entweichgeschwindigkeit im Sonnensystem.
Im Zeitraum zwischen August 2002 und Februar 2003 maßen die Partikelsensoren fortwährend ungewöhnliche Werte, weswegen man vermutete, dass sich Voyager 1 dem vorläufigen Ziel ihrer Reise näherte: dem großen, äußeren Bereich der Heliosphäre, der Heliohülle (heliosheath). In diesem Bereich vermischen sich die Partikel des Sonnenwindes mit interstellarer Materie und bewegen sich mit verminderter Strömungsgeschwindigkeit. Die Randstoßwelle an der Grenze zur Heliohülle (termination shock) erreichte die Sonde am 16. Dezember 2004 in einer Entfernung von 94 AE (etwa 14,1 Mrd. km). Dies erkannte man unter anderem an dem massiv langsamer werdenden Sonnenwind und der abrupt wechselnden Richtung des Magnetfeldes, das auch um 150 % stärker wurde. Außerdem registrierte man eine Zunahme an schweren Ionen und erfasste zuvor nicht registrierte Radiostrahlung.
Am 31. März 2006 gelang es einer internationalen Gruppe von Funkamateuren der AMSAT mit der Parabolantenne (Durchmesser 20 Meter) der Sternwarte Bochum Signale von Voyager 1 zu empfangen. Die Sonde befand sich zu dieser Zeit in einer Entfernung von 98 AE.
Am 23. Dezember 2009 gab die NASA bekannt, dass die Daten der Voyager-Magnetometer auf ein starkes Magnetfeld außerhalb des Sonnensystems hinweisen. Diese Entdeckung lieferte die lang gesuchte Erklärung dafür, warum die Lokale Interstellare Wolke sich nicht auflöst: Die Wolke ist stark magnetisiert und wird deshalb von dem Feld zusammengehalten.
Im Frühjahr 2010 wurden weitere Indizien für die Annäherung der Sonde an die Heliopause gefunden. Diese stützen sich auf die Daten des LECP-Instruments, das eine starke Abbremsung des Sonnenwindes registrierte: Die Geschwindigkeit des Windes relativ zur Sonde betrug im Messzeitraum fast null (relativ zur Sonne also ca. 17 km/s), was eine Verringerung des Einflusses der Sonne bedeutet.
Mit Hilfe des MAG-Instruments konnte Voyager die Struktur des Sonnen-Magnetfeldes am Rande des Sonnensystems durch direkte Messungen analysieren. Seit 2007 befindet sich die Sonde in einer Region, in der das Feld nicht mehr stabil ist, sondern in mehrere magnetische Blasen mit einem Durchmesser von etwa 160 Mio. Kilometern aufgeteilt ist. Im Juni 2011 verkündete die NASA, dass der Grund hierfür wahrscheinlich die Rotation der Sonne ist. Hierdurch wird auch ihr Magnetfeld bewegt und gefaltet, was in der äquatorialen Ebene am Rande des Sonnensystems zu einer großen Zahl von Rekonnexionen und somit zur „schaumartigen“ Struktur des Feldes führt.
Beginnend am 25. August 2012 kam es zu einem starken Abfall der von der Sonde gemessenen (in Wechselwirkung mit dem Sonnenwind entstehenden) anomalen kosmischen Strahlung (engl. ACR) und einem deutlichen Anstieg der galaktischen kosmischen Strahlung (engl. GCR). Dies war ein Anzeichen, dass Voyager 1 die Heliopause erreicht und damit die Heliosphäre verlassen hätte. Spätere Analysen der Daten zeigten jedoch, dass zwar die Intensität abgenommen hatte, die Richtung der Partikel sich aber nicht geändert hatte. Voyager 1 hätte sich demnach immer noch in der Heliosphäre befunden. Weitere Messungen vom 9. April 2013 zeigten Oszillationen, die von Sonnenstürmen im Jahr zuvor herrührten. Dadurch konnte die Plasmadichte bestimmt werden, die um den Faktor 40 höher lag als in den äußeren Schichten der Heliosphäre. Durch Vergleichsrechnungen und Extrapolationen stellte das Forscherteam am JPL fest, dass Voyager 1 die Heliopause im August 2012 überschritten hatte und sich seitdem im interstellaren Raum befindet.
Um die Parabol-Antenne besser in Richtung Erde auszurichten, konnte die NASA am 29. November 2017 vier Kurs-Korrektur-Schubdüsen, die zuletzt im November 1980 in der Nähe des Saturn verwendet wurden, erfolgreich für kurze Impulse wieder aktivieren. Mit dieser Maßnahme erhofft sich die NASA, die Lebensdauer der Sonde um zwei bis drei Jahre zu verlängern. In den folgenden Jahren verengten sich die Einlasskanäle dieser Düsen durch Ablagerungen so weit, dass man sich gezwungen sah, in einer riskanten Aktion im September 2024 wieder auf die zuvor genutzten Lage-Korrektur-Düsen zurückzuschalten.
Im Mai 2022 stellte die NASA fest, dass Voyager 1 fehlerhafte Telemetrie-Daten sendete. Im August 2022 fand die NASA die Ursache und behob die fehlerhafte Datenübertragung: Das Lagekontrollsystem versuchte irrtümlich seine Daten über einen schon lange abgeschalteten Bordcomputer zu leiten.
Am 14. November 2023 trat ein neues Problem auf: Das Flugdatensystem (FDS) der Sonde, welches die von den Instrumenten und anderen Baugruppen gelieferten Daten in kompakte Datenpakete umwandelt, übermittelte diese nicht mehr an die Telemetrie-Modulationseinheit (TMU), die die Daten zur Erde senden sollte. Statt wissenschaftlicher und technischer Daten wurde immer wieder dieselbe Zahlenfolge zur Erde übertragen. Nach einigen Monaten der Fehleranalyse gelang es den NASA-Ingenieuren, ein Speicherabbild des FDS abzurufen. Dabei stellte sich heraus, dass wegen eines defekten Speicherbausteins etwa 3 % des Speicherinhalts verfälscht waren. Die Speicher waren als erste in der Raumfahrt in CMOS-Halbleitertechnologie ausgeführt (zuvor waren nur Magnetkernspeicher zum Einsatz gekommen). Am 22. April 2024 meldete die NASA, dass sie die Kommunikation über Zustand und Status der Raumsonde wiederhergestellt habe, indem sie den Programmcode verändert habe, sodass die zu übermittelnden Daten an einer anderen Stelle im Speicher des FDS abgelegt werden. Auch der Programmcode selbst wurde anders im Speicher verteilt, um die defekten Speicherbereiche zu meiden. Seit Mai 2024 liefern das Plasma Wave System und das Magnetometer auch wieder wissenschaftliche Daten. Das Cosmic Ray Sub-system und Low-Energy Charged Particles folgten Mitte Juni 2024.
Im Oktober 2024 löste ein automatisches Fehler-Schutzsystem aus. Die Sonde sendete daraufhin nicht mehr im X-Band, sondern im seit 1981 nicht mehr genutzten S-Band. Der S-Band-Sender benötigt weniger Strom als der X-Band-Sender und hat eine geringere Sendeleistung, zu gering für die Übermittlung von Telemetrie oder wissenschaftlichen Daten über diese Entfernung. Fehlerursache war das Einschalten einer Heizung, welches den zulässigen Stromverbrauch überschritt und die Sonde zum Umschalten auf den leistungsschwächeren S-Band-Sender veranlasste. Anfang November aktivierte das Missions-Team wieder den X-Band-Sender und Mitte November wurde wieder mit der Datenerfassung der vier noch aktiven Instrumente begonnen.

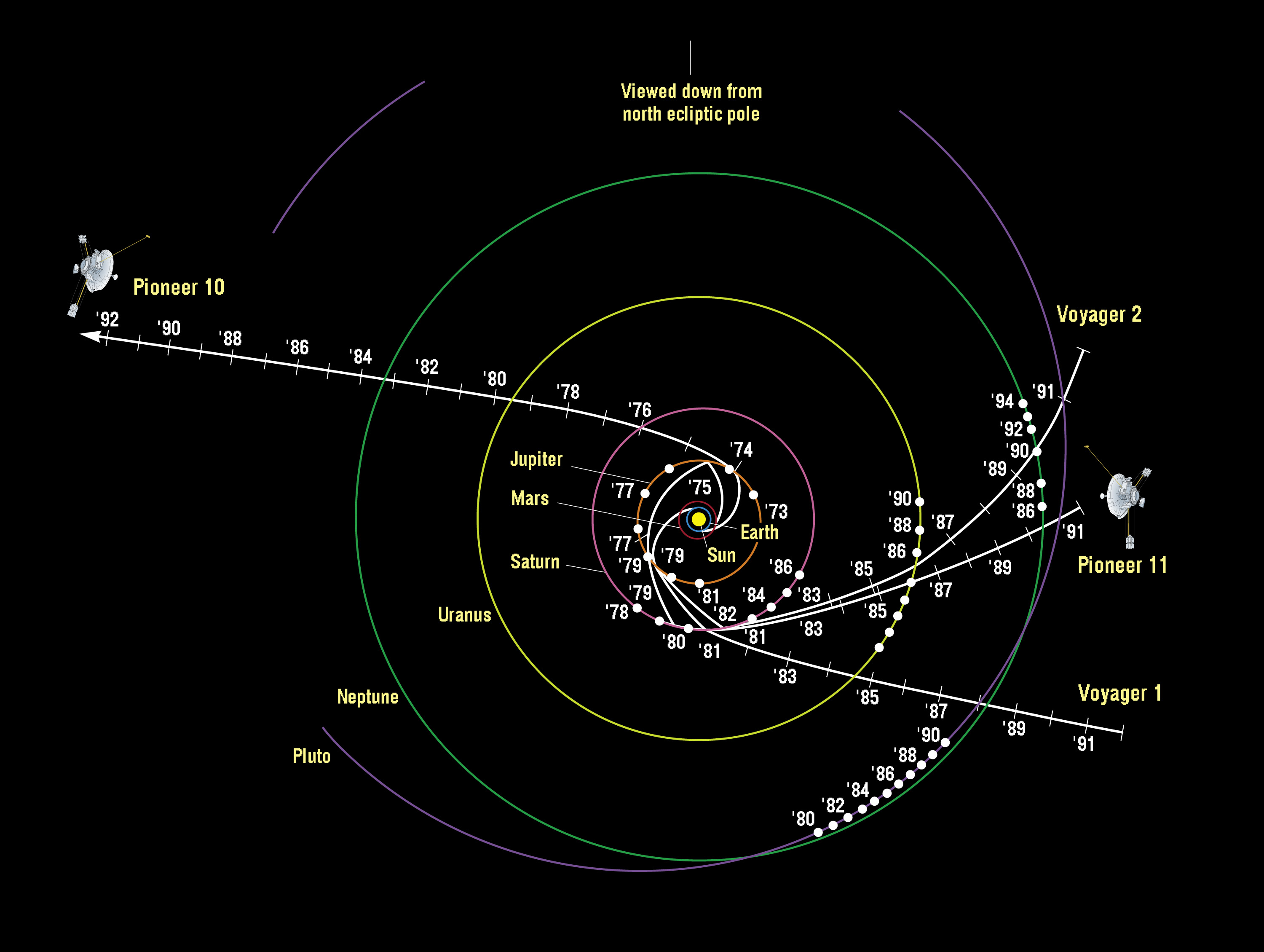
Flugbahnen von Pioneer 10, Pioneer 11, Voyager 1 und Voyager 2.
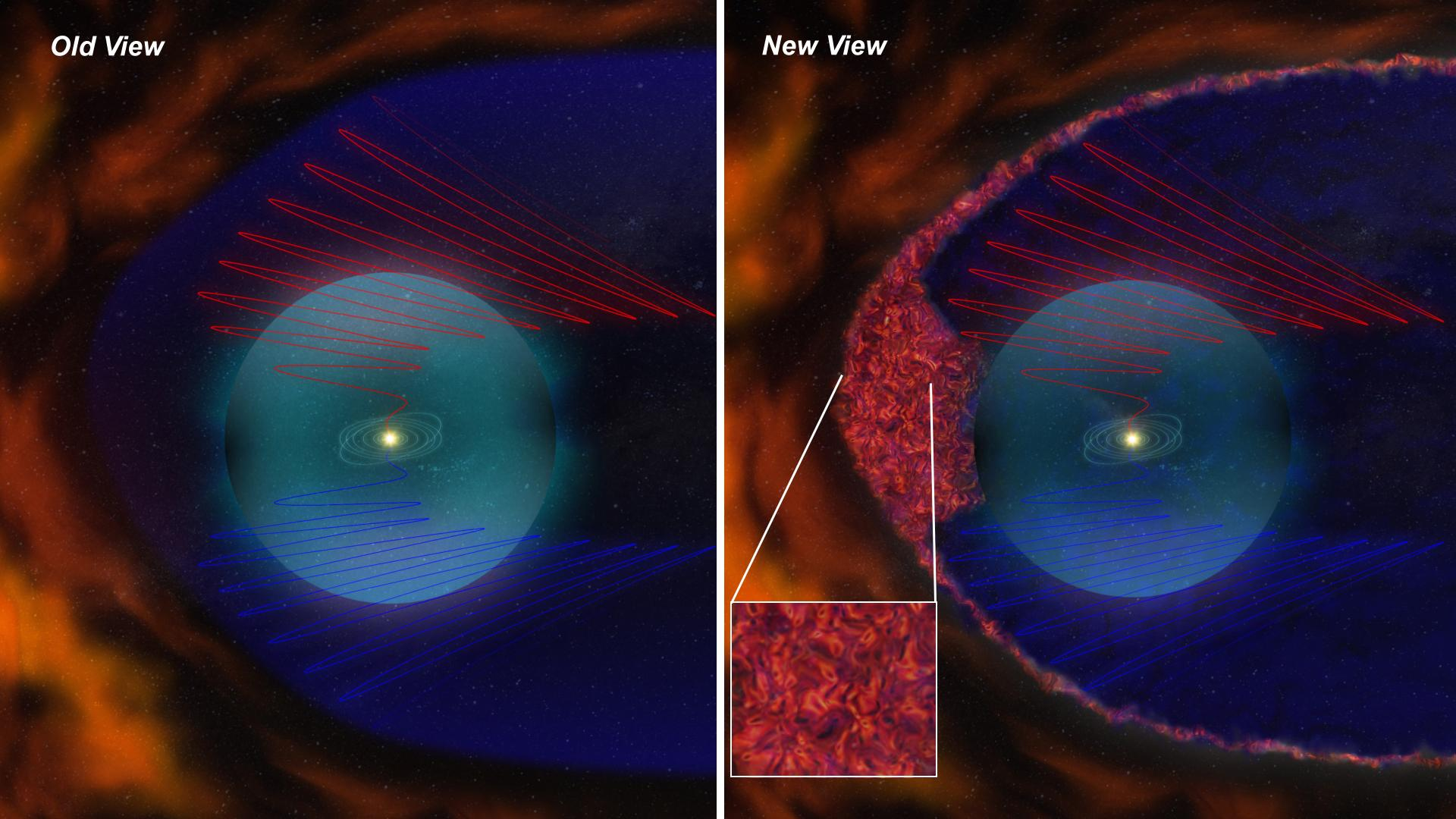
Alte (links) und neue (rechts) Vorstellung vom Magnetfeld der Sonne

### Zukunft

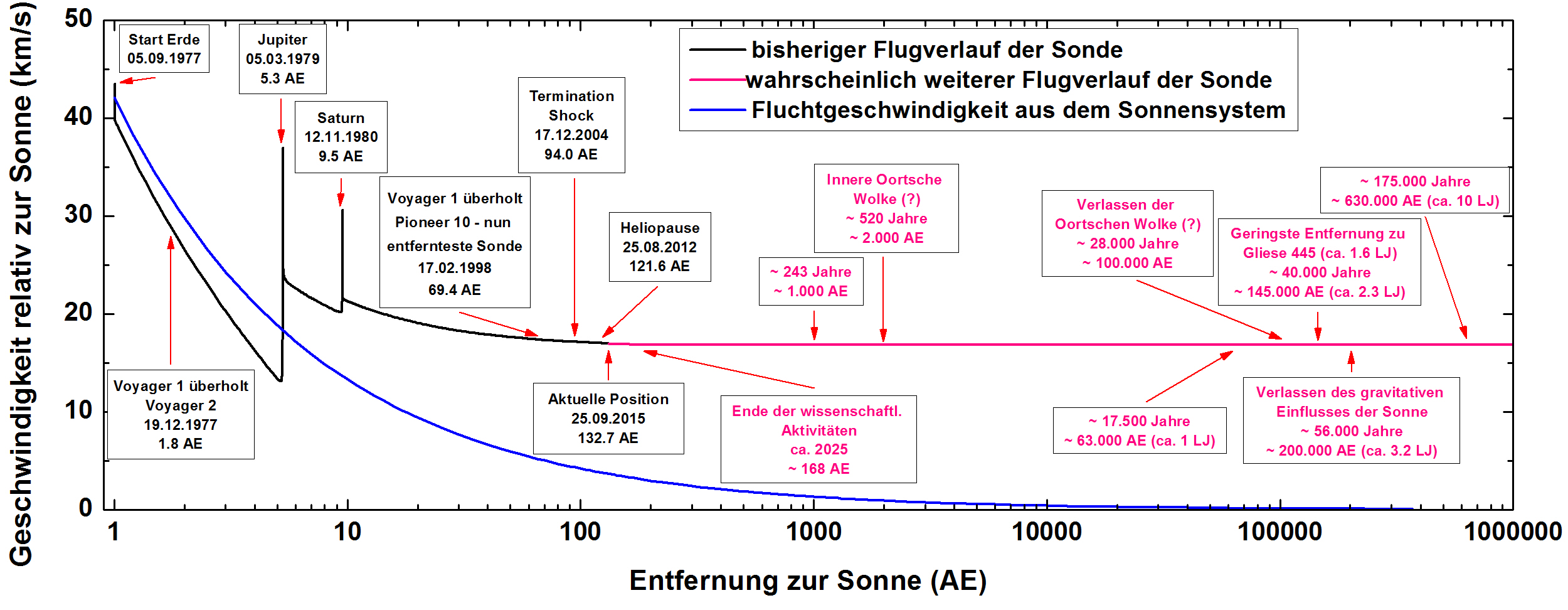
Bisherige wichtige Etappen der Mission (Stand Sept. 2015) und erwarteter zukünftiger Flugverlauf der Sonde

Falls nichts Unvorhergesehenes passiert, wird Voyager 1 in etwa 40.000 Jahren den aktuell rund 17 Lichtjahre von der Sonne entfernten Stern Gliese 445 (Sternbild Giraffe) in 1,6 Lichtjahren Entfernung passieren. Gliese 445 wird zu diesem Zeitpunkt nur noch 3,45 Lichtjahre von der Sonne entfernt sein, da er sich mit hoher Geschwindigkeit auf die Erde zubewegt.

## Aktueller Status

### Sonde
- Am 5. Juli 2025 ist Voyager 1 ca. 167,46 AE von der Sonne entfernt, das sind etwa 25,05 Milliarden Kilometer.[32]

- Geschwindigkeit relativ zur Sonne: ca. 17 km/s = 3,56 AE/Jahr
- Zurückgelegte Strecke: 28.830.000.000 km = 179,95 AE (Stand: 9. August 2018)[33]
- Verbleibender Treibstoff: 17,38 kg (Stand: 16. Januar 2015)[33]
- Leistung der Radionuklidbatterien: 254,6 W (etwa 46 % Leistungsverlust) (Stand: 16. Januar 2015)[33]
- Datenrate Echtzeit: 160 bit/s (mit 34-m-Antennen des DSN)[30]
- Datenrate maximal (alle 6 Monate): 1,4 kbit/s (mit 70-m-Antennen des DSN)[30]

### Energieversorgung
Der Hydrazin-Treibstoff für die Lageregelung wird noch mindestens bis 2040 ausreichen. Wesentlich kritischer ist die Energieversorgung: Aufgrund des fortschreitenden radioaktiven Kernzerfalls in den Radionuklidbatterien sowie der Abnutzung der thermoelektrischen Elemente sinkt die zur Verfügung stehende elektrische Leistung um ca. 4 W pro Jahr. Durch Abschaltung einiger nicht-essenzieller Systeme (Instrumente, Heizelemente …) ist es immer wieder gelungen, die Lebensdauer der Sonde zu verlängern.

### Instrumente
Stand: März 2025
| Instrument                                  | Status      | Abschaltdatum | Anmerkungen                                                                                         |
| ------------------------------------------- | ----------- | ------------- | --------------------------------------------------------------------------------------------------- |
| Cosmic Ray Sub-system (CRS)                 | deaktiviert | 25. Feb. 2025 | mangels Energie abgeschaltet                                                                        |
| Imaging Science System (ISS)                | deaktiviert | 14. Feb. 1990 | |
| Infrared Interferometer Spectrometer (IRIS) | deaktiviert | 3. Juni 1998  | |
| Low-Energy Charged Particles (LECP)         | aktiv       |               | |
| Photopolarimeter System (PPS)               | defekt      | 29. Jan. 1980 | wegen Verringerung der Leistung abgeschaltet Ein Filter befindet sich in einer ungültigen Position. |
| Plasma Spectrometer (PLS)                   | defekt      | 1. Feb. 2007  | wegen Verringerung der Leistung abgeschaltet                                                        |
| Plasma Wave System (PWS)                    | aktiv       |               | |
| Planetary Radio Astronomy (PRA)             | deaktiviert | 15. Jan. 2008 | |
| Radio Science Sub-system (RSS)              | deaktiviert |               | |
| Magnetometer (MAG)                          | aktiv       |               | |
| Ultraviolet Spectrometer (UVS)              | deaktiviert | 19. Apr. 2016 | |

## Voyager Golden Record

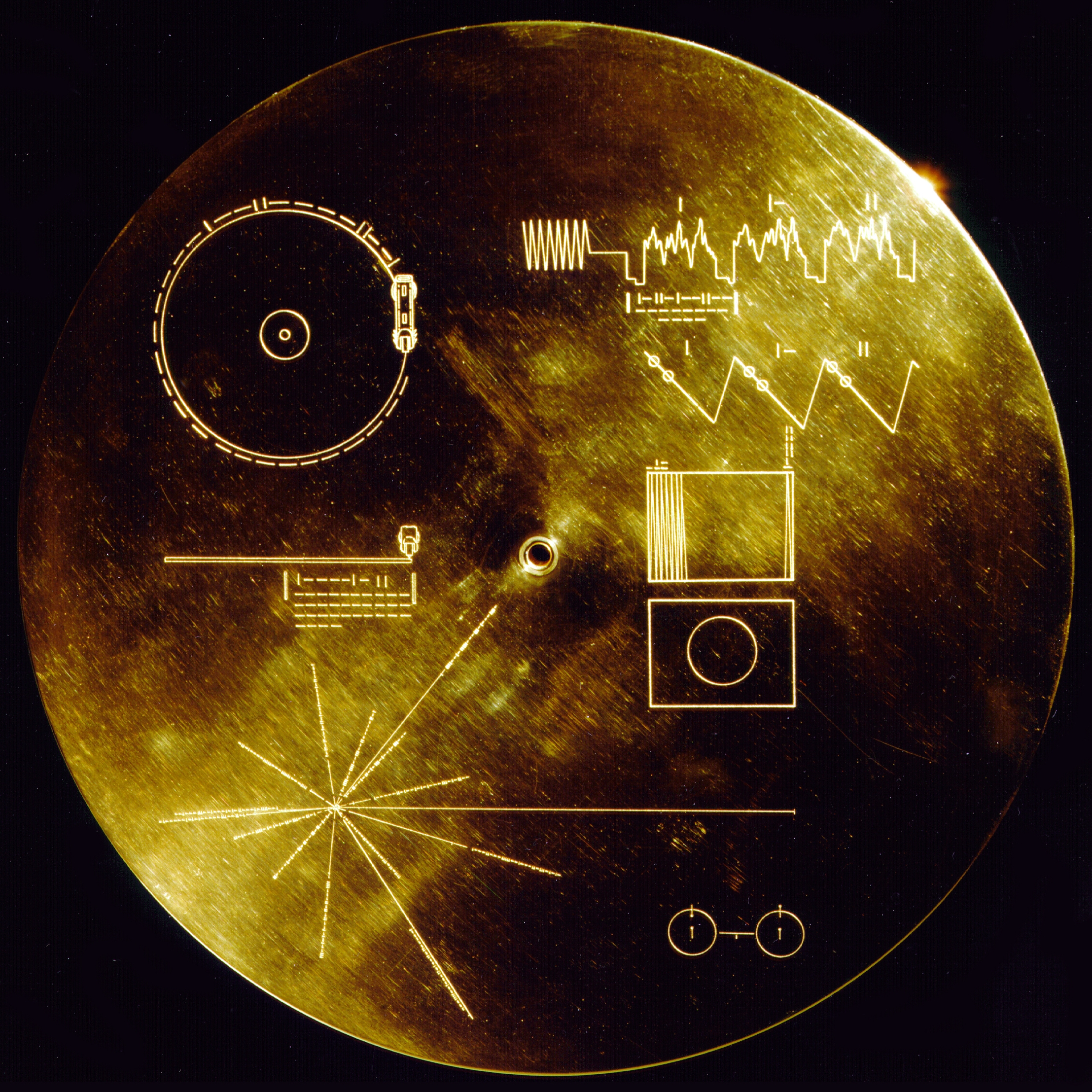
Voyager Golden Record

Voyager 1 führt eine Datenplatte aus Kupfer mit sich, die als Schutz vor Korrosion mit Gold überzogen ist, die sogenannte „Voyager Golden Record“. Auf ihr sind Bild- und Audio-Informationen über die Menschheit gespeichert. Auf der Vorderseite befinden sich unter anderem eine Art Gebrauchsanleitung und eine Karte, die die Position der Sonne in Relation zu 14 Pulsaren anzeigt.

## Populärkulturelle Rezeption
Voyager 1 und ihre Schwestersonde Voyager 2 zogen besonders während ihrer frühen Missionsphase, auch in der breiten Öffentlichkeit, viel Aufmerksamkeit auf sich. Dies ist vor allem auf das außergewöhnliche Missionsprofil (insbesondere im Hinblick auf die zurückgelegten Entfernungen) und die für damalige Verhältnisse qualitativ sehr hochwertigen Farbaufnahmen vielfältiger Motive zurückzuführen. Auch die Idee des Sendens einer „Botschaft ins All“ mittels der Voyager Golden Record-Platte erregte große Aufmerksamkeit.